# Grigore Vasiliu Birlic
Grigore Vasiliu Birlic (né le 24 janvier 1905 à Fălticeni, mort le 14 février 1970  à Bucarest) est un comédien roumain.

## Filmographie partielle
- 1935 : Bing Bang de Nicolae Stroe et Vasile Vasilache
- 1960 : Télégrammes de Aurel Miheles et Gheorghe Naghi
- 1963 : Des pas vers la lune de Ion Popescu-Gopo
- 1964 : Titanic Waltz de Paul Călinescu
- 1965 : Les Fêtes galantes de René Clair
- 1965 : Mona, l'étoile sans nom d'Henri Colpi

## Galerie

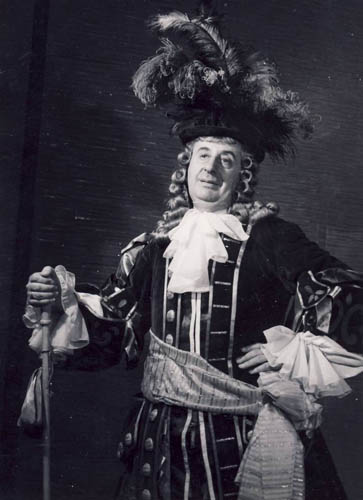
Grigore Vasiliu Birlic
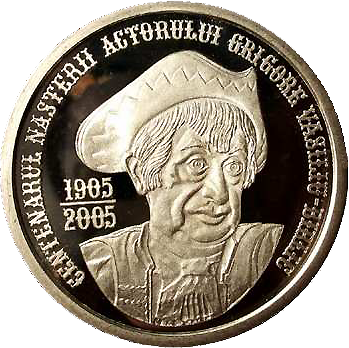
Pièce émise par la Banque nationale de Roumanie en l'honneur de Grigore Vasiliu Birlic